# Salix doii
Salix doii là một loài thực vật có hoa trong họ Liễu. Loài này được Hayata miêu tả khoa học đầu tiên năm 1915.